# NGC 6872とIC 4970
NGC 6872とIC 4970は、くじゃく座の方角に約2億1200万光年離れた位置にある2つの相互作用銀河である。
1999年3月29日、ヨーロッパ南天天文台はNGC 6872を観測し、かつて言われていた積分記号のような形よりも節記号に近い形を持った棒渦巻銀河であることを見いだした。分類はSB(s)b pecで、SA0- pec型の小さな不規則銀河IC 4970を伴っている。NGC 6872の渦状腕の1つはかなり歪んでおり、ほとんどは星形成領域である青色の天体が多く存在している。これは、最近IC 4970が通り過ぎたためである可能性がある。

## NGC 6872
NGC 6872は、6分以上の領域に渡って広がり、端から端までの長さは、52万2000光年にも上って、2013年時点で既知の最長の渦巻銀河の1つとなっている（NGC 262も参照）。

## その他の相互作用銀河
- 触角銀河
- NGC 2207とIC 2163